# Archeria traversii
Archeria traversii är en ljungväxtart som beskrevs av Joseph Dalton Hooker. Archeria traversii ingår i släktet Archeria och familjen ljungväxter. Inga underarter finns listade i Catalogue of Life.